# Walter Guion
Walter Guion (Thibodaux, 1849. április 3. – New Orleans, 1927. február 7.) az Amerikai Egyesült Államok szenátora (Louisiana, 1918).

## Élete
Guion a louisianai Thibodaux-ban született 1849. április 3-án. Francia hugenották leszármazottja volt. Anyja Lucretia (Winder) Guion, apja George Seth Guion földbirtokos és bíró volt. Nagybátyja, John Isaac Guion, Mississippi kormányzója volt.
Walter Guion 1868-ban végezte el a Jefferson College-ot, majd jogot tanult és 1870-ben jogi pályára lépett.
1874. február 14-én feleségül vette Sue Webbet, nyolc gyermekük született, akik közül négyen érték meg a felnőttkort.
1888-tól tizenkét éven át bíró volt, a louisianai 20. illetve 27. kerületi bíróságon. 1901-től 1912-ig louisianai igazságügyminiszter (attorney general) volt, és egy ízben sikerrel képviselte Louisianát Mississippivel szemben egy határvitában a Legfelsőbb Bíróság előtt. 1913-ban Wilson elnök kinevezte a louisianai keleti körzet szövetségi főügyészévé, de erről a pozícióról 1917-ben lemondott, és visszatért az ügyvédi pályára.
1918-ban, amikor Robert F. Broussard szenátor meghalt, a kormányzó Guiont nevezte ki ideiglenes szenátorrá. Guion nem indult a novemberi időközi választáson, ahol végül Edward James Gay győzött, és így ő töltötte ki Broussard 1921-ben lejáró terminusát. Walter Guion így 1918. április 22-től november 5-ig képviselte Louisianát a szenátusban.
Guion ezután New Orleansban élt, és itt is halt meg 1927. február 8-án.